# 二村権二郎
二村 権二郎（ふたむら ごんじろう、1877年〈明治10年〉12月15日 - 1934年〈昭和9年〉10月11日）は、明治時代後期から昭和時代戦前の実業家。

## 経歴
二村治左衛門の二男として岐阜県大野郡清見村大原（現高山市清見町大原）に生まれる。小学校を卒業したのち、斐太中学校に入り、1896年（明治29年）卒業後は苦学を経て、1900年（明治33年）単身で渡米する。米国ではホテルの皿洗いを皮切りに農場経営に携わった。1909年（明治42年）父の危篤を期に帰朝し大阪に移り住み、同郷の岡田喜三蔵の知遇を得て紅商に入社する。同社では孟買支店勤務、同支店長を経て、1926年（大正15年）上海支店長に就任した。
1927年（昭和2年）同社と姉妹会社の天満織物に転じ常務取締役に就任し、翌年専務取締役となった。1933年（昭和8年）富山県笹津に当時全国でも最新鋭だったシンプレクス紡績工場を立ち上げ、業界に貢献した。
1934年（昭和9年）10月、持病の喘息が嵩じて死去した。

## 親族
二村家
- 父・治左衛門[1][5]
- 妻・フサノ（1890年 - ?、兵庫、竹ノ内久兵衛の五女）[5]
- 長女・稲穂子（1915年 - ?、兵庫、隅田善雄の妻）[5][6]
- 長男・弘治（1917年 - ?）[5]
- 二女・寿満子（1918年 - ?）[5]
- 三男・隆三（1920年 - ?）[5]